# August Kirschmann
August Kirschmann, född 1860, död 1932, var en tysk psykolog.
August Kirschmann blev filosofie doktor 1892, studerade i Toronto 1893–1915, och blev professor i Leipzig. Han var från 1926 medutgivare av Neue psychologische Studien. Ett av Kirschmanns förnämsta arbeten var Die Dimensionen des Raumes (1902). Kirschmann studerade särskilt optiska och färgpsykologiska fenomen och gav bland annat upphov till den så kallade Kirschmanns lag: färgupplevelsen är en funktion av ett flertal övergripande våglängder.